# ACN Inc.
ACN, ou American Communications Network, é uma empresa de telecomunicações dos EUA, sediada no Concord, Carolina do Norte. Começou as suas operações em 1993 nos EUA, na Europa em 1999 e na Ásia-Pacífico em 2004 e opera actualmente em 23 países (em Portugal, opera sob a marca Nacacomunik e não sob a marca ACN - veja mais aqui).
Esta empresa é uma empresa de venda direta.
Oferece aos seus clientes serviços de chamadas locais (Assinatura de Linha Telefónica), chamadas de longa distância (Pré-Seleção de Operador) , Internet e telefone digital (videotelefone), TV, Produtos de Saúde e Bem estar, Eletricidade e Gás Natural, Segurança Doméstica, Automação, Serviços Móveis, Aplicações Móveis com e sem imagem, Telefones Digitais (Adaptador de Telefone Digital), Serviços para empresas, Suporte para Computadores, etc.

## Estrutura da empresa
A ACN está sediada em Concord, Carolina do Norte, sendo esta o centro de todas as operações mundiais e norte americana.
Tem ainda escritórios nos seguintes países:
- Wroclaw, Polónia. - Apoio ao mercado Europeu.

Amesterdão, Holanda - Sede do mercado Europeu.
Amal, SUécia - Apoio ao mercado Europeu, especialmente para os países nórdicos.
Montereal, Canadá - Apoio ao mercado Norte Americano.
Seul, Coreia do Sul - Sede Asiática.
Sideney, Austrália - Sede da Ásia Pacifico (Oceanea)
A ACN é membro de várias organizações de telecomunicações dos EUA, Europa, Ásia Pacifico e Ásia.

## História
Em 1992, Robert Stevanovski, Greg Provenzano e os irmãos gémeos Tony e Mike Cupisz fundaram o que era chamado de apenas American Communications network, Inc, holding de telecomunicações do grupo ACN.
A ACN iniciou a comercialização do seu negócio em Janeiro de 1993, com 20 representantes independentes iniciais. No seu primeiro ano, ganhou lucros de 2 milhões de dólares. O negócio inicial da ACN era um revendedor de chamadas de longa distância chamado LCI Communications. Esta relação financeira durou 5 anos, até que a LCI foi adquirida pela Quest Communications.
A ACN esteve listada na Inc. Magazine em 1998 como a 22ª de quinhentas empresas privadas de rápido crescimento nos EUA, com um lucro de 98,1 milhões de dólares.
A ACN também operou nos mercados de energia e do gás, através das holdings ACN Energy e ACN Utility Services. Estas foram vendidas em 2006 à Commerce Energy Group, conglomerado de energia dos EUA.
Actualmente a ACN e os seus donos são sócios maioritários das seguintes companhias:
WorldGate - Maior fabricante de Videofnes do Mundo.
Flash - A operadora Móvel Virtual da ACN.
Xoom Energy - A empresa de Gás Natural e Eltrecidade da ACN.
Deltatree (Joip) - Empresa especialista em aplicações móveis.
ANOVIA Payments - Empresa de processamento de pagamentos de cartões de crédito/ débito, com plataforma de pagamentos universal.
NUTRIQUEST - Empresa da Coreia do Sul de Produtos de Bem Estar, Saúde e Nutrição. - A gama de produtos da companhia.
BENEVITA - Empresa Suiça de Produtos de Bem Estar, Saúde e Nutrição para a Europa que será lançada em Agosto de 2013.
- A ACN tem parcerias com as mais diversas empresas para conseguir oferecer o máximo de serviços aos seus clientes, estas incluem:
VIVINT
ATeT
SPRINT
T-MOBILE
SUEZ ENERGIE
COX
VERIZON
SFR
ORANGE
THE PHONE HOUSE
TELE 2
PLANET ENERGY
LG
E muito mais.

SISTEMA DE FORMAÇÃO
- A ACN tem um sistema avançado de formação o que fez com que ganha-se alguns prémios pelo apoio dado aos representantes da DSA.